# Federica
Federica est un prénom féminin italien.

## Prénom
- Federica Angeli (née en 1975), journaliste italienne
- Federica Biscia (en) (née en 1980), nageuse olympique italienne
- Federica Bonsignori (née en 1967), joueuse italienne de tennis
- Federica Brignone (née en 1990), skieuse alpine italienne
- Federica Brunetti (en) (née en 1988), joueur italien de basket-ball
- Federica Carta (en) (née en 2000), joueuse italienne de hockey sur gazon
- Federica Cesarini (née en 1996), rameuse italienne
- Federica D'Astolfo (en) (née en 1966), joueuse italienne de football
- Federica Dal Ri (en) (née en 1980), coureuse longue-distance italienne
- Federica De Bortoli (en) (née en 1976), actrice italienne
- Federica De Cola (née en 1984), actrice italienne
- Federica Del Buono (née en 1994), athlète italienne en demi-fond
- Federica Di Criscio (en) (née en 1993), joueuse italienne de football
- Federica Dieni (en) (née en 1986), femme politique italienne
- Federica Faiella (née en 1981), patineuse artistique italienne
- Federica Falzon (en) (née en 2003), chanteuse mezzo-soprano maltaise
- Federica Felini (en) (née en 1983), mannequin et chanteuse italienne
- Federica Foghetti (en) (née en 1968), pentathlonienne italienne
- Federica Fontana (en) (née en 1977), annonceur sportif italien
- Federica Guidi (née en 1969), chef d'entreprise et ministre italienne
- Federica Guzmán (en) (née en 1981), personnalité télévisuelle vénézuélienne
- Federica Haumüller (née en 1972), joueuse argentine de tennis
- Federica Isola (née en 1999), escrimeuse italienne
- Federica Macrì (née en 1990), gymnaste artistique italienne
- Federica Manzon (en) (née en 1981), écrivaine italienne
- Federica Marchionni (en) (née en 1971), femme d'affaires italienne
- Federica Masolin (en) (née en 1985), journaliste sportive italienne
- Federica Mastrodicasa (née en 1988), joueuse italienne de volley-ball
- Federica Mastroianni (née en 1969), actrice italienne
- Federica Matta (née en 1955), artiste plasticienne française
- Federica Mogherini (née en 1973), femme politique italienne
- Federica Montseny (1905-1994), femme politique anarchiste espagnole
- Federica Moro (née en 1965), mannequin et actrice italienne
- Federica Nargi (en) (née en 1990), mannequin et actrice italienne
- Carla Federica Nespolo (1943-2020), femme politique italienne
- Federica Nicolai (en) (née en 1995), coureuse cycliste italienne
- Federica Panicucci (en) (née en 1967), personnalité télévisuelle italienne
- Federica Pellegrini (née en 1988), nageuse italienne en nage libre
- Federica Radicchi (née en 1988), joueuse italienne de water-polo
- Federica Ranchi (née en 1939), actrice italienne
- Federica Ridolfi (en) (née en 1974), danseuse et présentatrice italienne
- Federica Rocco (en) (née en 1984), joueuse italienne de water-polo
- Federica Sala (en) (née en 1993), nageuse synchronisée italienne
- Federica Sallusto (en) (née en 1961), biologiste et immunologiste italienne
- Federica Salva (en) (née en 1971), compétitrice italienne de voile olympique
- Federica Sanfilippo (née en 1990), biathlète italienne
- Federica Scolari (en) (née en 1988), dresseur équestre italienne
- Federica Selva (en) (née en 1996), skieuse alpine saint-marinaise
- Federica Silvera (en) (née en 1993), joueuse uruguayenne de football et futsal
- Federica Sosio (née en 1994), skieuse italienne
- Federica Stabilini (en) (née en 1957), nageuse olympique italienne
- Federica Stufi (née en 1988), joueuse italienne de volley-ball
- Federica Valenti (en) (née en 1969), actrice italienne
- Federica Valeriano (née en 1985), joueuse italienne de volley-ball

## Référence
1. ↑  (en) « 10th Century Frisian Masculine Names », sur heraldry.sca.org (consulté le 28 décembre 2017)